# Montfavet
Montfavet è un ex-comune francese del Vaucluse, riallacciato al comune d'Avignone per diventarne una frazione. Montfavet è un villaggio, sito a 5 km dal comune che lo ha assorbito. È stato il paese natale dell' ex pilota di Formula 1 Jean Alesi.
Montfavet ha circa 14 000 abitanti e costituisce una zona amministrativa a carattere speciale per Avignone, dato che ha un proprio prosindaco. 
Sul territorio della frazione è presente un ospedale psichiatrico, sito sulla collina di Montdevergues, l'Agroparc di Avignone e  l'aeroporto di Caumont.

## Storia
Durante la Rivoluzione francese, nel 1790, Montfavet fu temporaneamente elevata al grado di comune. Venne nuovamente fusa con Avignone poco prima del 1794.

### Epoca contemporanea
Negli anni '90 un'associazione, Montfavet Commune Libre, si è battuta per ottenere dal governo che la cittadina venisse eretta a comune separato. Malgrado l'opinione favorevole della popolazione ed un avviso favorevole del Consiglio di Stato, il progetto non è mai stato realizzato.
Negli anni '50, Montfavet è tornata alla ribalta dell'attualità nazionale con la faccenda del Cristo di Montfavet e della relativa setta che venne fondata, la Universal Alliance.

## Monumenti e luoghi d'interesse

### Convento e chiesa di Notre-Dame de Bon Repos
La storia di Montfavet è strettamente legata alla costruzione del Bon Repos negli anni 1343-1347, del monastero fondato dal cardinale Bertrand de Montfavet, nipote del papa Giovanni XXII. Il nome del cardinale è all'origine del nome del quartiere, poiché è attorno al monastero e alla sua chiesa che si è creato il nucleo del villaggio di Montfavet.

Il monastero stesso prese il nome dal suo fondatore, deceduto nel 1343 senza aver visto l'opera terminata. Il cardinale venne sepolto sotto una lastra (oggi scomparsa) davanti all'altare. Il monastero di Montfavet è dipeso prima dall'abbazia di Saint-Ruf, prima di essere trasformato all'inizio del XV secolo ed unificato all'Opera del ponte d'Avignone (1452), per accogliere infine, nel 1613, alcuni frati  recolletti. Nel 1759, questi vennero sostituiti da dei  cappuccini. 

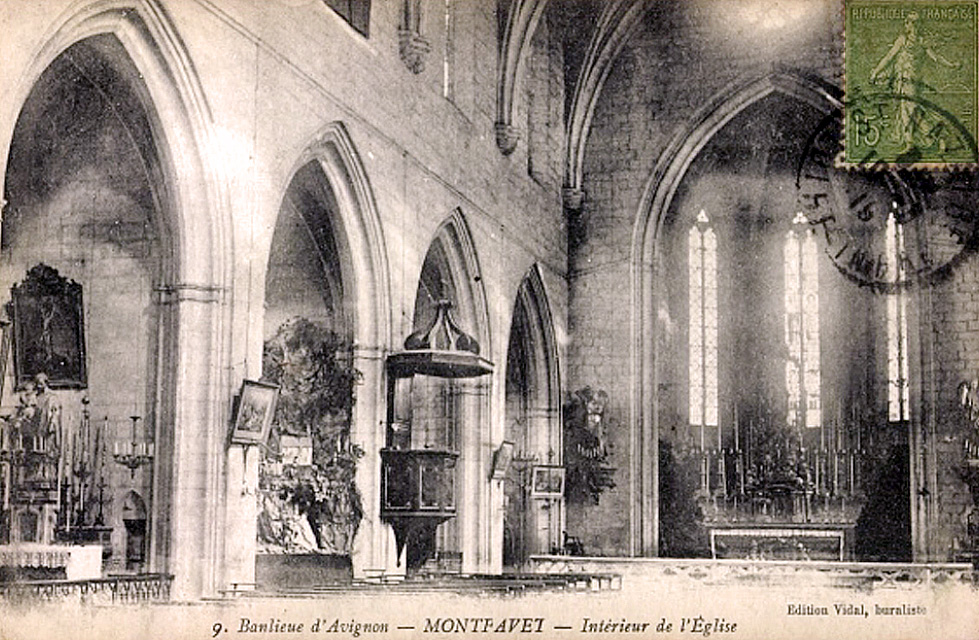
Navata della chiesa Notre-Dame de Bon-Repos.

Adiacente al monastero vi è la chiesa di Notre-Dame de Bon Repos. Isolato nelle campagne, l'insieme è stato fortificato e protetto da due torri quadrate, merlate ma senza piombatoie. All'interno degli edifici sono ancora riconoscibili la sala capitolare, il refettorio e le cucine.

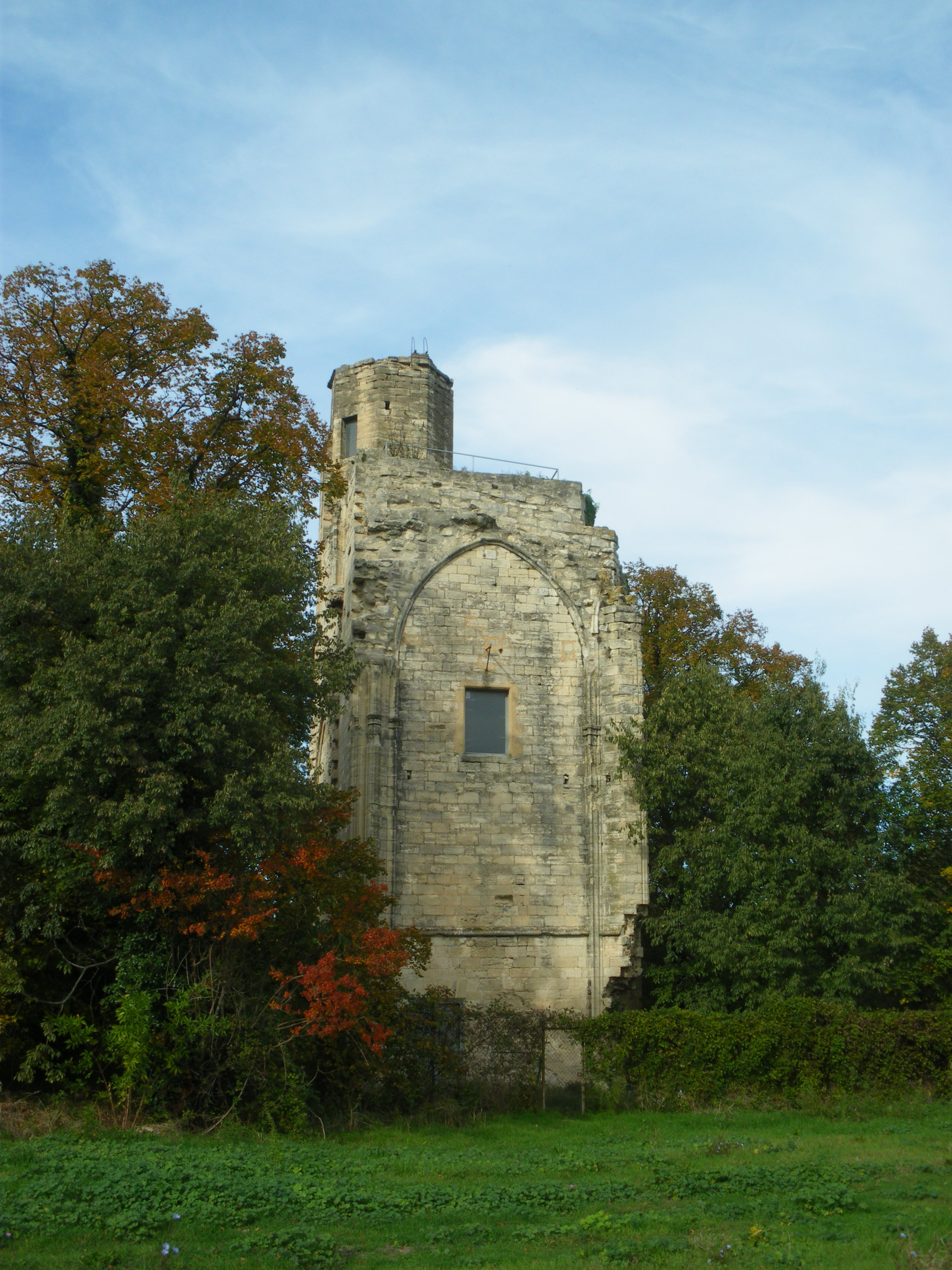
Torre di Spagna

### La Torre di Spagna
Questa torre è l'ultima vestigia del monastero di Sainte-Praxède fondato attorno al 1346. Il suo fondatore, Pedro Gomez de Barrosso, co-legato di Bertrand de Montfavet, era soprannominato il cardinale di Spagna.
- Monastero di Santa Chiara, fondato nel 1941, ospita una comunità di clarisse.
- L'ospedale psichiatrico. L'ordinanza reale del 21 settembre 1839 autorizzò l'acquisto da parte della Casa di Salute della porzione principale della tenuta agricola di Montdevergues, per far alloggiare i convalescenti. I primi trenta pazienti arrivarono nella fattoria nel 1844. Questo manicomio ha avuto come paziente famosa Camille Claudel. Durante i trenta anni in cui vi ha soggiornato, conobbe i periodi più difficili della vita dell'ospedale: il periodo di sovrappopolazione con 2000 internati, la Prima Guerra mondiale, ma soprattutto la Seconda Guerra mondiale, durante la quale muore a causa della penuria e la malnutrizione vuolta dalla politica del regime di Vichy per gli ospedali psichiatrici.

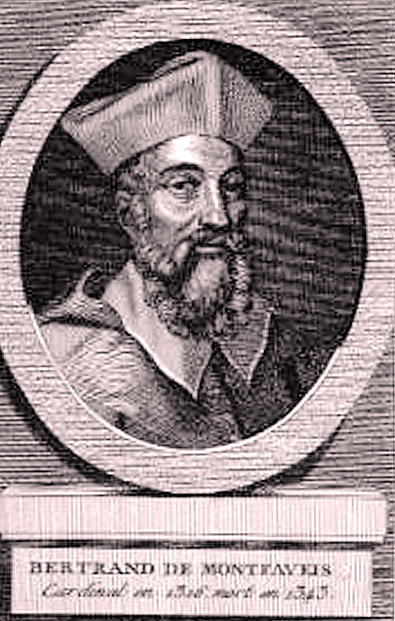
Il cardinale Bertrand de Montfavès.

## Economia

### Agricoltura
Il territorio aveva un tempo una vocazione agricola, grazie alle terre irrigate dai canali e dalla falda freatica della Durance.   Il fieno di Montfavet è particolarmente noto per la sua qualità e viene venduto in tutta la Francia; ogni anni vi si celebra la Festa dei Fieni.  

### Ricerca e industria
Numerose aziende e centri di ricerca sono sul territorio del quartiere. Fra di esse, l'INRA o l'Agroparc. Sono presenti anche numerose zone commerciali e l'aeroporto d'Avignone.